# 로켓캔디

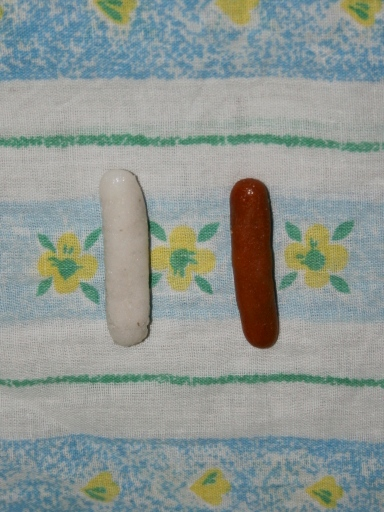
종류로는 KNSB 와 KNSU가 있다.

로켓캔디(rocket candy)는 설탕으로 만든 로켓 추진제이다. 추진제는 기본적으로 세 가지 요소, 즉 연료, 산화제, 첨가물로 나뉘는데, 로켓캔디는 연료로 설탕을, 산화제로 질산칼륨을 쓴다. 일반적인 산화제 연료 비율은 13:7이다. 연료로 널리 알려진 것은 설탕(sugar)인데 당알코올 계열의 물질로 대체할 수 있다. 여기에 속하는 물질은 솔비톨(sorbitol), 자일리톨(xylitol), 에리스리톨(Erythritol)등 여러가지가 있으며 사용한 물질에 따라 로켓캔디의 성질이 달라진다.